# Mari Trini
María Trinidad Pérez de Miravete Mille, conhecida como Mari Trini (Caravaca de la Cruz, 12 de julho de 1947 – Múrcia, 6 de abril de 2009) foi uma cantora pop e atriz espanhola.

## Discografia
- 1969: Mari Trini (Ne me quitte pas, Daniel, Guitarra...)
- 1970: Amores (J'attendrai, Vive, Un hombre marcho, Amores...)
- 1971: Escúchame (La Fanette, Milord, Me marcharé...)
- 1972: Ventanas (Un hombre gris, No, Quizas...)
- 1973: L'automne (L'automne, Quand tu me caresses, Un homme est parti, Laisse-moi rêver, Les amours deviennent folles...)
- 1974: ¿Quién? (Mi tercer amor, Le robare, Al fin y al cabo...)
- 1975: Mari Trini en français (Qui, Mon troisième amour, La bouteille à la mort, Je confesse, L'amour quotidien, Je volerai...)
- 1975: Transparencias (Querida enemiga, No te preocupes amor, Los amantes callados...)
- 1976: Como el rocío (La chanson des vieux amants, Marchate, Por ti, por ti...)
- 1977: El tiempo y yo (Le temps des cerises, El verbo amar, Acercate, La libertad...)
- 1978: Solo para ti (La star, Non, je ne regrette rien, Porque, Palabras...)
- 1979: A mi aire (El desertor, El poeta, Ayudala...)
- 1980: Compilation française Polydor (L'automne, Quand tu me caresses, Mon troisième amour, Un homme est parti...)
- 1981: Oraciones de amor (Mirame, Amor que estas en la tierra, Guardate...)
- 1982: Una estrella en mi jardín (Una estrella en mi jardín, Tu y tu dios, Amor mio, A ese hombre...)
- 1984: Mari Trini / Mari Trini interpreta grandes autores mexicanos) (Contigo aprendi, No, Noche de Ronda, Cuando vuelva a tu lado...)
- 1984: Diario de una mujer (Hombre Marinero, Solo es una mujer, Diario de una mujer, Aniversario...)
- 1985: En vivo Life-Album (Yo confieso, Un hombre marcho, Amores, Ne me quitte pas, Hombre Marinero...)
- 1986: ¿Quién me venderá? (La carta, Un canto de amor, Ay dios mio, Hazme un favor...)
- 1987: En tu piel (Parlez-moi d'amour, La soledad, Por una vez, Te jure, Arriba el animo...)
- 1990: Espejismos (Andalucia, Sobre la arena, Dejalo correr, La verdad, Dos errantes...)
- 1993: Sus grandes éxitos Doppelalbum (Mi tercer amor, Ne me quitte pas, Milord, Un hombre marcho, Mírame, Me marcharé...)
- 1995: Sin Barreras (Sin un adios, Las sombras nos acosan al amanecer, Para quererse, Corazon de Madrid, Amores, versión 95...)
- 1996: Alas de cristal (Avec le temps, Mira, Lunas de papel, Como una isla tu cuerpo, Vuelve, No pasa nada...)
- 1998: Mari Trini (Por una vez, Pero ellos no son, El recuerdo de una isla, Cancion vieja, Soy un caso perdido...)
- 2000: Mari Trini con Los Panchos (dois discos) (La Paloma, Tuya, La corriente, Quizas, Nosotros, La barca, Caminemos...)
- 2005: Una estrella en mi jardín Set: 2 CD / 1 DVD (Antologia dos Êxitos)